# ستانلي فيش
ستانلي فيش (بالإنجليزية: Stanley Fish) هو صحفي وأستاذ جامعي وفيلسوف ومؤرخ وكاتب أمريكي، ولد في 19 أبريل 1938 في بروفيدنس في الولايات المتحدة.

## وصلات خارجية
- ستانلي فيش على موقع أرشيف الشارخ.
- ستانلي فيش على موقع الموسوعة البريطانية (الإنجليزية)
- ستانلي فيش على موقع إن إن دي بي (الإنجليزية)